# Chaetanthus leptocarpoides
Chaetanthus leptocarpoides är en gräsväxtart som beskrevs av Robert Brown. Chaetanthus leptocarpoides ingår i släktet Chaetanthus och familjen Restionaceae. Inga underarter finns listade i Catalogue of Life.